# Моторно масло
Двигателно масло или моторно масло е петролен или синтетичен продукт, чиято цел е да смазва възлите и детайлите в двигателя с вътрешно горене. Освен че смазват триещи се повърхности, моторните масла охлаждат определени части на двигателя, а имат и почистващо действие. Двигателното масло представлява смес от базово масло – дестилиран суров нефт или синтетичен продукт и добавки, които защитават цилиндрите и буталата. Добавките, отговорни за смазването, намаляват коефициента на триене и механичното износване на двигателя, а останалите ограничават корозията. Заедно, осигуряват ефективна защита на двигателя на автомобила. Освен това моторното масло намалява замърсяванията в системата и вибрациите, причинени от работата на двигателя. 
Газовите двигатели използват огромни количества масло, което се сменя след многократни тестове на маслото и неговите качества. Масова практика е маслото да се сменя на 10 000 – 15 000 км. Прочувания твърдят, че маслото трябва да се сменя на 20 – 30 хил. км. 
Моторните масла се използват не само за нуждите на транспорта, а и за индустриални приложения – земеделие, строителство, енергетика, промишленост и др. Изборът на подходящо масло се отразява в съществени спестявания чрез подобряване ефективността на оборудването, удължаване на живота му и намаляване прекъсванията на работата.

## Изисквания
Двигателното масло трябва: 
- Да почиства добре компонентите на двигателя от неразтворимите замърсявания.
- Да има висока термична стабилност и устойчивост към топлинно окисление.
- Да е съвместимо с материала на уплътнителните елементи, да не разрушава металните детайли.
- Да създава здрав маслен слой, който предотвратява абразивното износване на контактуващите повърхности. Често за тази цел се използват специални присадки, като молибденов дисулфид MoS2.
- Да запазва оригиналните си експлоатационни свойства за дълго време.
- Да има оптимални вискозни характеристики при всякаква температура, за да осигури ефективно смазване на съприкосновяващите се повърхности при студено стартиране на двигателя и да предотвратява износването им в горещините.
- Да не образува пяна.
- Да има ниска изпаряемост, за да не замърсява околната среда.

При ниски температури е желателно маслото да е с колкото се може по-нисък вискозитет, с което се улеснява стартирането на двигателя. При работни температури обаче е желателно той да е достатъчно висок, за да се гарантира доброто смазване на двигателя. Тъй като вискозитетът на повечето вещества намалява рязко с температурата, за да се гарантират едновременно и двете условия, на маслата се добавят напр. различни полимери с пространствена структура, която зависи силно от температурата. При ниска температура полимерната верига е под формата на „топчета“, а при висока те се „разгъват“ и увеличават изкуствено вискозитета на маслото.

## Характеристики
Двигателните масла имат следните по-важни характеристики:
- име – определя се от производителя и спецификацията по SAE;
- спецификации по ACEA и API;
- вискозитет – динамичен μ [mPa·s] и кинематичен ν [mm²/s]; вискозитет при висока температура и високо и рязко натоварване (HTHS вискозитет);

- индекс на вискозитета IB;
- специфично тегло (плътност) ρ [kg/m³, g/l];
- температура на запалване (точка на възпламеняване) COC [°C];
- температура на сгъстяване/застиване (точка на изливане) Tmin [°C];
- съдържание на добавки;
- съдържание на механични примеси;
- съдържание на пепел (минерални вещества) [%];
- стабилност на маслото, коксиране (склонност за образуване на нагар и смола); коксово число;
- съдържание на вода;
- алкално число (съдържанието на водоразтворими киселини и основи);
- миещи свойства;
- цвят и прозрачност.

## Видове двигателни масла

### Минерални масла
Минералните масла се получават директно чрез дестилация/ректификация от нефта без допълнителна обработка. Те са смес от много и най-различни въглеводороди. Съставът на маслата варира с качеството на нефта и условията на получаване. По тази причина те са сравнително нискокачествени. За да се гарантират определени показатели, устойчивост и др., най-често е необходимо добавянето на адитиви (присадки).
Животът на този тип масло е сравнително кратък – 6000 км, поради високото остатъчно съдържание на вредни остатъчни вещества (катран, производни на восък и парафин, кислородни, серни и азотни съединения).

### Синтетични масла
Синтетичното масло също са петролен продукт, с тази разлика, че се получават от най-чистия продукт на фракционирането на петрола – газта (пропан-бутан). Чрез синтезът се получават полиалфаолифини (Polyalphaolifins), които са основната съставка, която различава синтетичното от минералното масло. Именно тези съставки значително подобряват вискозитета (течливостта) при различни температурни режими. В същото време, тези полиалфаолифини са по-стабилни химически от съставките на минералното масло и са по-малко склонни да отделят агресивни разпадни продукти.
Накратко можем да кажем, че синтетичните масла са създадени да вършат работата си, без да носят ненужните или вредни качества на минералните масла. Също така е възможно постигане на качества, които са непостижими с минералните масла.
Предимства на качествените синтетични масла:
- Премахват вредните наслоявания и замърсявания
- Защитават двигателя срещу износване
- Спомагат двигателите да се експлоатират при тежки натоварвания, екстремални условия или режим „старт-стоп“ в натоварени градски условия.
- По-ниска консумация на масло. Синтетичните моторни масла се изпаряват по-малко в сравнение с конвенционалните масла. Една синтетична смес ще загуби само около четири процента от теглото си, когато се движи с 400 градуса в продължение на шест часа, в сравнение със загуба от 30 % при конвенционалните масла. По-ниската скорост на изпарение означава по-малко консумацията на масло. [6]

Като недостатък на тези масла може да се отбележи агресивността им към някои материали, използвани в направата на уплътнения и гарнитури, напр. корк. За наше успокоение, автомобилните концерни от дълги години не използват такива материали.
За двигатели по-старо производство, с по-голям пробег, синтетичните масла са категорично неподходящи, особено в случаите, когато са използвани минерални масла. Първо – влизащите в техния състав присадки могат да разрушат образуваният сработен и не пречещ на работата на мотора стар нагар, увеличавайки натоварването на двигателя и ускорявайки износването на елементите му. Второ – продуктите, съдържащи синтетични съставки, имат нисък вискозитет и могат да протекат през уплътнителните елементи или да ги разрушат. От друга страна използването на минерални масла е недопустимо за спортните и мощни автомобили, чиито възли са подложени на екстремно високи натоварвания: високото температурно въздействие може да се окаже разрушително за тях. 

### Полусинтетични масла
Полусинтетичните масла, както се разбира от името им, са нещо средно. Накратко, това са минерални масла с добавка на съставки, характерни за синтетичните масла, като полиалфаолифини например.
Живота на полусинтетичните масла е между 10 000 и 12 000 километра. Въпреки това, до голяма степен продължителността на техния живот зависи от експлоатационното състояние на двигателя.Този тип масла осигуряват добро смазване и почистване на частите на двигателя при по-модерните коли, които работят при по-висока температура и налягане. 

### Хидрокрек масла
Хидрокрекингът е химичен процес, при който съставките на минералното масло се модифицират тотално с цел да се подобрят качествата им. С две думи, това са минерални масла, макар и с по-добри качества от обикновените минерални. Чрез хидрокрек производителите постигат свойства, каквито бяха възможни само с напълно синтетични масла, а в някои случаи могат дори да превъзхождат чистата синтетика!

### Класификация по SAE
Дружеството на автомобилните инженери SAE (Society of Automotive Engineers) дефинира вискозитетния клас на моторните масла в зависимост от вискозитета им при 100 °C и способността им да бъдат изпомпвани при ниска температура. Най-пълното описание на съответствието на вискозитетно-температурните свойства на маслата с изискванията на двигателя се съдържа в международно приетата класификация SAE J300, първото издание на която е въведено през 1911 г. и оттогава постоянно се актуализира и допълва. Маслата се делят на всезезонни, зимни и летни.
Обозначенията за вискозитетния клас на всесезонните масла имат вида „SAE НW-В“. Числото Н пред буквата W (winter – зима) обозначава способността на маслото да се изпомпва при ниски температури (0 градуса по Фаренхайт или -17,8 градуса по Целзий), а числото В след W е мярка за вискозитета при висока температура (100 °C). Може да се каже, че по-голямо число означава по-висок вискозитет. Класът на зимните масла е означен с „SAE НW“, а на летните с „SAE В" – пропуска се едната или другата част. Например зимно масло SAE 15W и лятно SAE 40.
Класификацията SAE J300 разделя моторните масла на 17 класа от 0W на 60: 8 зимни (0W, 2.5W, 5W, 7.5W, 10W, 15W, 20W, 25W) и 9 летни (2, 5, 7.5, 10, 20, 30, 40, 50, 60) степени на вискозитет.
- Според SAE J300 (от януари 2015 г.) на зимните и всесезонни масла се дава един от следните вискозитетни класове:

0W (много тънки), 5W (тънки), 10W (нормално тънки), 15W (нормално гъсти), 20W (гъсти) или 25W (много гъсти), като „W“ означава „подходящо за зимата“. Числото пред буквата W показва долната граница на ниската температура, при която маслото може да се изпомпва и осигурява заработването на двигателя. Това е най-ниска температура Т0, при която маслото все още може да се изпомпва при определени условия (SAE J 300). Тя се определя с 5 °C по-висока от точката на застиване Tmin (минималната температура, при която маслото е течливо и динамичният му вискозитет стане μ = 60000): 
| Моторно масло      | Най-ниска работна температура Т0 и максимален динамичен вискозитет при нея μmax | Tmin за течливост (μ = 60000) |
| SAE 0W, SAE 0W-В   | −35 °C; 6200 mPa·s                                                              | −40 °C                        |
| SAE 5W, SAE 5W-В   | −30 °C; 6600 mPa·s                                                              | −35 °C                        |
| SAE 10W, SAE 10W-В | −25 °C; 7000 mPa·s                                                              | −30 °C                        |
| SAE 15W, SAE 15W-В | −20 °C; 7000 mPa·s                                                              | −25 °C                        |
| SAE 20W, SAE 20W-В | −15 °C; 9500 mPa·s                                                              | −20 °C                        |
| SAE 25W, SAE 25W-В | −10 °C; 13000 mPa·s                                                             | −15 °C                        |

Вискозитетният клас на маслото при ниски температури Н се определя от долните граници на температурата по формулите
Н = 35 + Т0 и Н = 40 + Тmin. От тук по числото Н пред W може да се изчислят долните граници на работната температура:

Най-ниска работна температура за оптимален вискозитет: {\displaystyle T_{0}=H-35} [°C]

Минимална температура за течливост: {\displaystyle T_{min}=H-40} [°C]

- Според SAE J300 (от януари 2015 г.) летните и всесезонни масла се определят в един от следните вискозитетни класове:
 8 (много тънки), 12, 16, 20, 30, 40, 50 или 60 (много дебели). Основната отличителна черта е поведението на потока при високи температури на маслото. Носимостта на смазващия филм е по-добра с по-висок вискозитет, отколкото с по-нисък, но самият вискозитет не е качествена характеристика. Дали трябва да е по-голям или по-малък при определена висока температура, определя само производителят на автомобила. Референтната температура за горещо моторно масло е 100 ° C, въпреки че дори по-високи температури могат да се появят в двигателя (понякога до около 120 ° C, максимум до 130 ° C). Затова за всеки клас масло се определят изисквания за минималния вискозитет {\displaystyle HTHS_{min}} при висока температура 150 °C и високо и рязко натоварване – със скорост на изменение 1000000 s-1: [10],[11]

| Моторно масло     | Кинематичен вискозитет {\displaystyle \nu } при 100 °C | Минимален динамичен вискозитет {\displaystyle HTHS_{min}} при 150 °C и изменение на натоварването със скорост 106 s-1 |
| SAE 16, SAE НW-16 | 5,6 mm²/s ÷ 6,9 mm²/s                                  | 2,3 mPa·s |
| SAE 20, SAE НW-20 | 6,9 mm²/s ÷ 9,3 mm²/s                                  | 2,6 mPa·s |
| SAE 30, SAE НW-30 | 9,3 mm²/s ÷ 12,5 mm²/s                                 | 2,9 mPa·s |
| SAE 40, SAE НW-40 | 12,5 mm²/s ÷ 16,3 mm²/s                                | 3,5 mPa·s (0W-40; 5W-40;10W-40)                                                                                       |
| SAE 40, SAE НW-40 | 12,5 mm²/s ÷ 16,3 mm²/s                                | 3,7 mPa·s (15W-40; 20W-40; 25W-40)                                                                                    |
| SAE 50, SAE НW-50 | 16,3 mm²/s ÷ 21,9 mm²/s                                | 3,7 mPa·s |
| SAE 60, SAE НW-60 | 21,9 mm²/s ÷ 26,1 mm²/s                                | 3,7 mPa·s |

Според SAE J300-07 от 2007 г. минималният вискозитет HTHSmin при 150 ° C и висока скорост на изменение на натоварването за SAE 0W-40, 5W-40 и 10W-40 е променен от 2,9 mPa·s на 3,5 mPa·s. Обосновката е, че преходът от SAE xW-30 към SAE xW-40 трябва да осигури увеличена дебелина на лагерния маслен филм в по време на работа на двигателя, което не е отразено напълно в старата версия на стандарта. 
В по-новите версии на стандарта (1999 г. нататък) нисковискозните масла с вискозитет {\displaystyle \nu } под 6,9 mm²/s са разделени в отделни категории – SAE 8, 12 и 16. Това са така наречени енергоспестяващи масла.
Вискозитетният клас на маслото при високи температури В се определя от границите на кинематичния вискозитет при температура 100 °C: от долната граница по формулата В = (2,74 ÷ 3,2258).νmin или от горната граница по формулата В = (2,15 ÷ 2,45).νmax. От тук по числото В пред W може да се изчисли обхвата на кинематичния вискозитет при температура 100 °C на маслата от съответния клас:

долна граница на кинематичния вискозитет:

{\displaystyle \nu _{min}={\frac {B}{(2,74-3,2258)}}\approx {\frac {B}{3}}} [mm²/s]

горна граница на кинематичния вискозитет:

{\displaystyle \nu _{max}={\frac {B}{(2,15-2,45)}}\approx {\frac {B}{2,3}}} [mm²/s]
Маслата със SAE 5W-В или по-ниски са обикновено синтетични, докато стандартните минерални масла имат вискозитет от порядъка на SAE 15W-40 или SAE 20W-40.
Примери за вискозитетен клас на всесезонни масла, по SAE:
| Синтетични | Полусинтетични | Минерални |
| ---------- | -------------- | --------- |
| 0W-8       | 5W40           | 15W-30    |
| 0W-12      | 10W-30         | 15W-40    |
| 0W-16      | 10W-40         | 15W-50    |
| 0W-20      | 10W-50         | 15W-60    |
| 0W-30      | 10W-60         | 20W-40    |
| 0W-40      |                | 20W-50    |
| 5W-20      |                | 20W-60    |
| 5W-30      |                |           |
| 5W-40      |                |           |
| 5W-50      |                |           |

Повечето съвременни автомобилни двигатели използват масла 5W30 или 5W40. Хибридните автомобили, оборудвани c двигатели c вътрешно горене използват масла 0W8, 0W12, 0W16 и 0W20. Съвременните масла имат по-нисък вискозитет. Това означава, че те са по-тънки и циркулират бързо около двигателя след стартиране. По-тънките масла помагат да се намали разхода на гориво. 

### Класификация по API
Класификацията на Американския петролен институт (American Petroleum Institute, API) дефинира качествените показатели на маслото. Тя може да бъде според вида на двигателя и според начина на производство на маслото.

#### Според вида на двигателя
Тя има вида „API-Sx“ за бензинови двигатели (S-Service) и „API-Cx“ (C-Commercial) за дизелови двигатели. „x“ е буква, която показва качеството на маслото – колкото тя е по-„голяма“, толкова по-високи са качествените показатели. Следователно масло с API-SN е по-качествено от масло с API-SJ, а CJ-4 е по-качествено от CH-4. Актуалните моторни масла имат API-SJ или по-високи (бензин) и API-CE или по-високи (дизел).
Всички моторни масла, съгласно стандартите на API, могат да се разделят на две категории, които от своя страна се делят на няколко класа: 
S. Предназначени са за бензинови двигатели. Понастоящем категориите SA – SH се считат за технически остарели – тоест могат да се произвеждат масла, които отговарят на техните изисквания, но API не е в състояние да гарантира тяхното качество, тъй като вече не поддържа подходящите методи за сертифициране. От 2017 г. до днес в повечето държави се допуска използването на масло от 4 класа:
- SJ. Препоръчват се за използване при двигатели, произведени до 2001 година.
- SL. Подходящи за силови агрегати, произведени до 2004 година. Приети от много автомобилни производители като минимален стандарт, необходим за техническо обслужване на автомобила.
- SM. Предназначени за двигатели, произведени до 2010 година. Отличават се с повишена ефективност на работа при ниски температури, устойчивост на окисление и образуване на утайки. Запазват отлични експлоатационни свойства в течение на целия си срок на работа.
- SN. Въведени през 2010 година. Това са маслата, осигуряващи най-висока защита на двигателя, както и максималната му ефективност. Спомагат за икономия на гориво. Предотвратяват преждевременното износване на турбокомпресора. Не предизвикват разрушаване на уплътненията и семерингите.

C. Използват се при дизелови двигатели на товарните автомобили. В настоящия момент се използват следните класове за двигатели от различни години на производство: CH, CI, CJ и CK. Цифрата 4 след посочения клас показва, че смазочното масло може да се използва в четиритактови двигатели:
- CH-4. Въведени през 1998 година. Подходящи за двигатели, работещи с висококачествено гориво с относително съдържание на сяра под 0,5 %.
- CI-4. Представени през 2002 година. Осигуряват надеждна защита на двигателя и елементите на системата за рециркулация на отработените газове (EGR) от отлагане на сажди и преждевременно износване. Някои смазочни масла от този клас могат да бъдат означени като CI-4 PLUS.
- CJ-4. Отличават се с повишена температурна стабилност, устойчивост към окисление, притежават увеличен експлоатационен срок.
- CK. Създадени за защита на двигатели, произведени през 2017 година, но могат да се използват и като алтернативни при по-ранни модели.

Съществуват универсални смазочни масла, подходящи за използване както в дизелови, така и в бензинови двигатели. Те имат двойна маркировка, например CH-4/SJ.

#### Според начина на производство на маслото
Cинтетичните масла се произвеждат по три различни метода, ĸласифицирани от АРІ в следните групи: 
- АРІ Group V – Естерни и диестерни съединения. Базови масла, ĸоито ca 100 % синтетични химични съединения и ce получават чрез ĸондензация на киселина c алĸохол. Πритежават изĸлючителни eĸсплоатационни xapaĸтеристиĸи, но ca неĸолĸoĸратно по-cĸъпи от група ІV и група ІІІ.
- АРІ Group ІV – Πолиалфаолефини (Polyalphaolefin – РАО). Базови масла, ĸоито ca 100 % синтетични химични съединения. Πолучават ce чрез полимеризация на алфа-олефини. Πритежават много добри ĸачества и относително нисĸa цена.
- АРІ Group ІІІ – Xидроĸpeĸинг (Hydrocrack Ѕyntheѕе – НСЅ). Базови масла получени от суров нефт. Πроизвеждат ce чрез по-дълъг процес, насочен ĸъм постигане на по-чисто базово масло чрез силно хидроĸpeĸиране – пречистване c по-висоĸo налягане и топлина. Πритежават висĸозитетен индеĸc над 120, повече от 90 % наситени мастни ĸиселини и по-малĸo от 0,03 % сяра.

Mинералните масла ce ĸласифицират в две групи според съдържанието на мастни ĸиселини и сяра. 
- АРІ Group ІІ – Базови масла c висĸозитетен индеĸc от 80 до 120, повече от 90 % наситени мастни ĸиселини и по-малĸo от 0,03 % сяра.
- АРІ Group І – Базови масла c висĸозитетен индеĸc от 80 до 120, по-малĸo от 90 % наситени мастни ĸиселини и повече от 0,03 % сяра.

В Европа има и допълнителна група:

- VI – масла на базата на поли-вътрешни олефини (PIO), свойствата им са приблизително между маслата от групи III и IV; по химичен състав те са близки до маслата на базата на PAO, но имат по-малка молекулна дължина и са по-евтини за производство.

Трябва да се отбележи, че API в своята класификация избягва фундаментално използването на понятието „синтетични масла“, като се има предвид, че този термин е чисто маркетингов, лишен от техническо значение. По този начин двигателните масла, базирани на базови масла от група III, които всъщност са високо рафинирани минерални масла, могат да бъдат етикетирани като „синтетични“.
API отразява условията в САЩ (температури, конструкция на автомобилите и др.). Освен нея съществува и класификация на армията на САЩ (MIL).

### Класификация по ACEA
Класификацията на Асоциацията на европейските автомобилни производители ACEA (Association des Constructeurs Européens d’Automobiles) отразява условията в Европа. През 1996 г. е пусната първата версия на стандарта за моторни масла ACEA, нови издания на която са въведени през 1998, 1999, 2002, 2004, 2007, 2008, 2010, 2012 и 2016 години. Различните приложения на моторните масла по европейската класификация на ACEA са описани със следните букви:

#### А – масла за бензинови двигатели
- A1. Категория за т. нар. горивоспесяващи (Fuel-Economy) моторни масла с особено нисък вискозитет при висока температура и високо и рязко натоварване HTHS < 3,5 mPa·s (High-Temperature – High-Shear). Предпочитани класове на вискозитет са: XW-30, XW-20. Отменена от 2016 г.
- A2. Категория за общоприети и лесно течливи моторни масла.
- А3. Категория за общоприети и лесно течливи моторни масла с по-високи изисквания от А2 за двигатели на леки и лекотоварни автомобили, работещи в тежки условия с удължени интервали между смените на маслото. Превъзхожда А2 по отношение на загубите при изпарение, чистотата на буталата и стабилността при окисляване.
- А4. Категория за общоприети и лесно течливи моторни масла за двигатели на леки и лекотоварни автомобили, работещи с удължени интервали между смените на масло, превъзхождащи по своите характеристики маслата от категория A3.
- A5. Категория за общоприети и лесно течливи моторни масла. Отговаря на А3, но с по-нисък вискозитет HTHS между 2,9 и 3,5 mPa·s. Може да не са подходящи за някои модели двигатели. При тестване в сравнение с масло 15W-40 се наблюдава намаляване разхода на гориво с минимум 2,5 %.

#### В – масла за дизелови двигатели на леки автомобили
- B1. Категория за горивоспесяващи моторни масла с особено нисък вискозитет HTHS (отговаря на A1). Отменена от 2016 г.
- B2. Категория за общоприети и лесно течливи моторни масла.
- B3. Категория за общоприети и лесно течливи моторни масла за двигатели на леки и лекотоварни автомобили, работещи в тежки условия с удължени интервали между смените на маслото. Превъзхожда В2 по отношение на износването, чистотата на буталата и стабилността на вискозитета при отделяне на сажди.
- B4. Категория за общоприети и лесно течливи моторни масла за дизелови двигатели с директно впръскване (TDI), работещи с удължени интервали между смените на масло, превъзхождащи по своите характеристики маслата от категория В3.
- B5. Категория за общоприети и лесно течливи моторни масла. Отговаря на B4, но с по-нисък вискозитет HTHS между 2,9 и 3,5 mPa·s. При тестване в сравнение с масло 15W-40 се наблюдава намаляване разхода на гориво с минимум 2,5 %.

#### C – масла с повишена съвместимост с каталитични конвертори (масла с ниска пепел)
Масла, съвместими с каталитични преобразуватели за съвременни двигатели с произволни видове системи за намаляване на вредните емисиите в атмосферата, включително дизелови двигатели с директно впръскване и с филтър за твърди частици, позволяващи използването на нисковискозни масла със съответно определени HTHS вискозитет и съдържание на добавки, които при изгаряне образуват сулфатна пепел, фосфор и сяра (SAPS – Sulphated Ash, Phosphorus and Sulphur), вредни за каталитичните конвертори:
- C1. Спецификация от 10/2004 с по-ниско съдържание на SAPS макс. 0,5 % и по-нисък HTHS > 2,9 mPa·s (Ford).
- C2. Спецификация от 10/2004 с по-високо съдържание на SAPS макс. 0,8 % и по-нисък HTHS > 2,9 mPa·s (Pegeot).
- C3. Спецификация от 10/2004 с по-високо съдържание на SAPS макс. 0,8 % и по-висок HTHS > 3,5 mPa·s (Daimler Chrysler/BMW). Общо базово число (Total-Base-Number) TBN ≥ 6 mg KOH на g.
- C4. Спецификация от 02/2007 с по-ниско съдържание на SAPS макс. 0,5 % и по-висок HTHS > 3,5 mPa·s (Renault). TBN ≥ 6 mg KOH на g.
- C5. Нова спецификация с по-високо съдържание на SAPS макс. 0,8 % и най-нисък 2,6 mPa·s < HTHS < 2,9 mPa·s. [17]

#### Е – масла за дизелови двигатели на товарни автомобили
- E1 – невалидна.
- E2 – отговаря на MB 228.1.
- E3 – невалидна от 10/2004.
- E4 – базирана на MB 228.5. Няма тест на двигател OM 364 A, но има на Mack T8 & T8E, удължени интервали за смяна, подходящо за Euro III – двигатели.
- E5 – невалидна от 10/2004.
- E6 за двигатели със система за рециркулация на отработените газове (EGR), с или без филтър за твърди частици и за SCR DeNOx катализатори; препоръчва се за двигатели с филтър за твърди частици в комбинация с несъдържащо сяра гориво, съдържание на сулфатна пепел < 1 %.
- Е7 За двигатели без филтър за твърди частици (повечето двигатели с EGR и SCR-DeNOx катализатор). Съдържание на сулфатна пепел – макс. 2 %.
- E9 – масла, които осигуряват достатъчно висока степен на защита срещу образуване на отлагания върху буталата и износване на отвора на цилиндъра, както и изключително висока степен на защита срещу износване, образуване на сажди, с висока стабилност на смазващите свойства. Препоръчват се за дизелови двигатели със стандарти за емисии Euro I, Euro II, Euro III, Euro IV и Euro V, работещи в трудни условия, с дълъг интервал между смяната на маслото. Подходящи за двигатели със и без филтър за твърди частици, повечето EGR двигатели и повечето SCR двигатели. Силно се препоръчват за двигатели с филтър за сажди DPF, използващи горива с ниско съдържание на сяра.

Някои производители на автомобили дефинират собствени класификации за качеството на маслата (VW, BMW и др.). Само масла, които отговарят и на класификацията на производителя, могат да се използват в тези автомобили.

## Смесване на масла
Смесване на масла се налага най-често при принудително доливане на масло и липса на подходящата марка на продукта.
Маслата могат да се смесват, но разумно, следвайки определени правила. В противен случай има възможност да се навреди на мотора, резултатът ще бъде неговият ремонт.
Смесването е разрешено само за масла от една категория. Това е единственият начин да се избегнат негативните последици от ДВГ. Смесването е допустимо само когато водачът не планира да кара дългосрочно.

### Допустими комбинации от масла
- Минерал с полусинтетика. Ако двигателят преди е използвал минерално масло, смесването с полусинтетика е допустимо. Подходящи са и синтетиката с полиалфаолефинова основа. Също могат да се наливат следните видове масла: полиестер, силикон, гликол. В този случай трябва да се вземе предвид такъв нюанс като химическия състав на синтетичния продукт.
- Синтетика със синтетика. Почти всички днешни производители на стоки разработват продукти според европейските стандарти. Това им позволява да се смесват. Но не е факт, че резултатът ще бъде положителен. В някои случаи могат да възникнат следните проблеми: валежи, поява на пяна. Те просто са сведени до минимум в сравнение с други видове масла. Минималният брой недостатъци показва, че е използван висококачествен продукт. Преди да се смесят маслата е добре да се промие двигателя с маслото, препоръчано от производителя.
- Синтетика с полусинтетика. Смесването на синтетика с полусинтетика е разрешено само в критични случаи. Ако при спада на нивото на синтетичното масло в колата са налични само полусинтетични масла, могат да се долеят и двигателят се спасява. Агенти като 5W40 и 10W40 могат да се смесват удобно. Ще се получи вискозитет от 6W40 до 8W40. Най-добрият вариант е комбинирането на съществуващото масло с по-добро. С други думи, полусинтетичните масла могат да се разреждат със синтетични.
- 5W30 и 5W40. Масла 5W30 и 5W40 могат да се смесват като се отчита, че категориите им може да са еднакви или различни – например, Shell Helix Ultra ECT C3 5w30 е синтетика, а Shell Helix HX7 5w40 е полусинтетика и макар от един производител, имат твърде различни параметри. При това се спазват правилата за такива случаи, описани по-горе. Ако са от една категория, масло 5W40 е подходящо за добавяне към масло с клас на вискозитет 5W30 съгласно SAE. Ако двигателят с 5W40 и има рязък спад на нивото на маслото по пътя и няма от същото масло за доливане, но има подобна течност със същия етикет и маркировки, но от друг производител, в този случай 5W30 масло от вашия производител ще ви помогне. При добавяне на определената течност към мотора няма да възникнат проблеми с работата на двигателя при средни и ниски температури до -35 °С. Максимумът, който може да се случи, е леко намаляване на вискозитета. Това не е критично, а отрицателната страна ще бъде видима само когато двигателят работи при висока температура. Шофьорът просто ще трябва да спести малко автомобила и да не го претоварва. Важно е да се знае, че не се препоръчва да се добавя 5W30 към 5W40, ако температурата на околната среда по време на работа на превозното средство е над 30 ° C. В такива случаи не е добре да се смесват двата споменати вида смазочни материали. Това може да повлияе неблагоприятно на характеристиките на потока на течността. [18]

Нискотемпературните характеристики на тези масла са еднакви. И двата продукта поддържат оптимален вискозитет за старт на двигателя при -30 °C, а течливост – при -35 °C. Обаче високотемпературните им характеристики се различават. Кинематичният вискозитет на 5w30 варира в диапазона на 9,3 – 12,5 mm2/s; динамичният вискозитет е 2,9 mPa. За 5w40 тези стойности са: 12,5 – 16,3 mm2/s и 3,5 mPa съответно. При високи температури 5w30 изтънява по-бързо отколкото 5w40. 
Всеки от тези продукти има своите недостатъци и предимства. Например, лубрикантът 5w40 създава по-плътен слой и по-силно маслено покритие, особено при уплътняването на луфтове, предназначен е за значителни натоварвания и затова често се използва при по-мощни спортни автомобили с висока производителност. Обаче, поради високото съпротивление на въртенето на коляновия вал, може да окаже влияние на динамиката на мотора. Освен това, колкото е по-широка температурната гама на лубриканта, толкова е по-кратък срока му на експлоатация. Същевременно, лубрикантът 5w30 има по-висока изпомпваемост през смазващата система. Той почиства частите на двигателя по-ефективно, допринасяйки за охлаждането му и пестенето на гориво. Обаче, ако луфтовете между фрикционните двойки са повишени, могат да се получат течове при използването на такова масло.
Ако автомобилът е стар, използва се в градски условия, често стои в задръствания и се кара с висока скорост, избира се масло с вискозитет 5w40. Ако обаче се шофира спокойно, по-подходящо е маслото 5w30. При избирането на лубриканта освен вискозитета трябва да се вземат предвид следните параметри и условия: 
- Състава на основата на маслото. За някои двигатели са подходящи само синтетични масла, а за други – само минерални.
- Класификация по API и ACEA. Дори продуктите с еднакъв вискозитет по SAE, могат да се различават по броя на добавките, съдържанието на пепел и други параметри. Всички тези разлики се вземат предвид в тези системи за класификация.
- Смяната на масло 5w30 с 5w40 и обратно е възможна само ако е позволена от производителя на автомобила. В противен случай, двигателят може да се повреди предварително.

## Нормален разход на масло
Нормалният разход на масло по правило се изчислява не от пробега на автомобила, а от изразходваното гориво, тоест на 100 или 1000 литра консумация на гориво. Обикновено се приема стойност, равна на 100 литра. 

### За бензинови двигатели
За нови двигатели за нормален разход на масло се счита 0,005 – 0,025 % на 100 литра. Тоест при пробег от 1000 километра при среден разход на гориво 10 л на 100 км нормалният разход на масло ще бъде 5 – 25 грама.
За нормално износени двигатели нормалният разход на масло е 0,025 – 0,1 %, тоест за 1000 км пробег при среден разход на гориво 10 л на 100 км ще трябва да се налеят 25 – 100 грама моторно масло.
За износени двигатели на ръба на ремонта нормален е разход на масло 0,4 – 0,6 % на 100 литра консумирано гориво. Това е 400 – 600 грама масло на 100 литра гориво. Критичната оценка е 0,8 % – 800 грама масло на 100 литра.

### За турбодвигатели
При турбодвигателите нормалният разход на масло е малко по-висок от този при конвенционалните двигатели с аспиратор.
За нов двигател нормалният разход може да бъде 0,08 %, т.е. 80 грама на 100 литра. Така при разход на гориво 10/100 на 1000 километра се добавят 80 грама, на 10 000 км – около 800 грама масло.
За износени двигатели с турбокомпресор – тук разходът може да бъде 0,2 %, т.е. 200 грама на 100 литра. При разход на гориво 10/100, на 1000 километра се добавят 200 грама, а на 10 000 км – около 2 литра масло. Ако турбината е дефектна, тогава дебитът може да бъде дори по-висок. Следователно, ако двигателят консумира повече от два литра масло, тогава трябва да се диагностицира и, ако е необходимо, да се поправи.

### За дизелови двигатели
Консумацията на дизелов двигател е почти същата като на турбодвигателя. Нормалният разход на масло е около 30 – 50 грама масло на 1000 километра пробег при разход на гориво 10 л /100 км. Ако консумацията надвишава 200 грама, тогава трябва да се отиде на сервиз.

## Смяна на маслото
Смяната на маслото е най-основната процедура по поддръжка на автомобила. Смяната не се прави без причина – двигателното масло осигурява смазване и охлаждане на двигателя. Това е един от компонентите, които губят качествата си бързо, особено ако двигателят се претоварва и няма достатъчно добро смазване, т. е. при шофиране на къси разстояния, особено в града. 

### Интервал на смяна
Най-често маслото на двигателя се сменя на 10 000 – 15 000 км пробег, особено при газовите двигатели, които използват много повече масло от останалите. Съвременните производители на автомобили разширяват интервалите за смяна на маслото, като се предполага, че водачите винаги използват висококачествени масла, подходящи за даден тип двигател, което обаче не винаги е така. Повечето съвременни производители на автомобили препоръчват смяна на маслото на 30 000 километра.
Ако автомобилът се кара на къси разстояния, трябва да се сменя маслото по-често, отколкото се препоръчва, тъй като двигателят е подложен по-често на студен старт, което води до кондензация на вода и увеличаване на разхода на масло. Когато температурата на водата е достатъчно висока, тя се изпарява при циркулацията на маслото, което също влияе върху неговите свойства.

### Проверка на маслото
Нивото и цветът на маслото трябва да се проверяват редовно от водача. За целта се използва щеката за измерване на нивото на маслото – гъвкава метална пръчка, потопена в картера на двигателя, с дръжка отвън. Автомобилът се паркира на равно. Не се проверява нивото на маслото при горещ двигател, изчаква се, докато се охлади. Маслото на двигателя никога не се проверя при запален двигател. Преди да се провери нивото на маслото, се изважда пръчката и се избърсва с чиста кърпа. След това се поставя отново обратно, като се внимава да не се огъне и счупи.
Изважда се и се проверява до къде е покрита с масло. Трябва да е омаслена до средата между резките за минимално и максимално допустимо ниво на маслото MIN и MAX. Ако е под това ниво, се долива масло в гърловината на двигателя. Разстоянието между резките MIN и MAX съответства на около 1 литър масло.
Доливане се налага и ако при работа на двигателя остане да свети сигналната лампа за налягането/нивото на маслото.
Ако маслото е почерняло, то е вече отработено, изгубило е своите качества и трябва да се смени, дори да не е достигнало предписаните километри пробег за смяна. Ако цветът не е черен, работоспособността на маслото може да се провери много лесно: върху парче филтърна хартия или вестник се капва капка от маслото направо от щеката за проверка на нивото; ако капката се разлее по хартията, то маслото все още е годно, а ако си остане на капка, значи е крайно време да се смени. 

### Извършване на смяната
Непосредствено преди смяната на маслото двигателят на автомобила трябва да е загрят.
Маслото може да се смени по два начина.
Може да се източи или през пробката отдолу на картера, или чрез специално устройство, което ще го изсмуче. И в двата случая е необходим съд, в който да се побере изливаното масло. Преди смяната е добре двигателят да е подгрят, за да може да се излее по-пълно маслото и да отдели повече утайки. Не е удобно обаче корпусът да е горещ, защото филтърът и пробката на картера също са с висока температура и колкото е по-загрят двигателят, толкова по-трудно се отвъртат и може да се изгори човек на него. При работа с ръкавици и инструмент, предназначен специално за тази цел, няма значение колко е топъл двигателят. След развиване на пробката се изчаква 15 – 20 минути докато престане да изтича масло. 

### Избор на масло и маслен филтър
Отработеното масло се заменя с ново. Най-добре е да се използва маслото, предписано от производителя или подобно от същия клас и спецификация.
Смяната на маслото, винаги трябва да бъде съпроводена от смяна на маслен филтър. Масленият филтър пречиства двигателното масло от микроскопични замърсявания, които влияят върху работата на двигателя. Създаден е през 1923 година и се поставя първо върху маслените помпи, след време се поставя и за почистване на двигателното масло . Смяната на маслен филтър е толкова важна, колкото и смяната на маслото. Има два вида маслени филтри. Най-често срещаните са под формата на пълнител (потопяем филтър), готови за монтаж в корпуса на масления филтър. Навивните филтри, на свой ред се навиват върху корпуса. Масленият филтър трябва да се сменя при всяка смяна на маслото, тъй като запушен филтър може да доведе до намаляване на налягането на маслото и да доведе до недостатъчно смазване на частите на двигателя, по-бързо износване и постепенно намаляване на мощността.
Правилно избраните масло и филтър осигуряват безпроблемната работа на двигателя. Това може да стане от персонала в професионалния сервиз, където се сменя маслото и филтъра или от друго компетентно лице чрез електронна търсачка в интернет, където се въвеждат данните за автомобила. Осигурява се масло с достатъчен запас от годност до следващата очаквана смяна и в количество, малко по-голямо от необходимото, за да остане за доливане в бъдеще от същия вид.
Винаги трябва професионалисти да сменят маслото и масления филтър на автомобила, тъй като този процес изисква нещо повече от просто познание и опит. Правилните инструменти също са от голямо значение – напр. за развиване на навивен филтър е необходим специален ключ. Професионалните сервизи разполагат и със специални съоръжения, в които се съхранява отработеното масло и те отговарят за него в съответствие с разпоредбите. Ако не се сменя достатъчно често двигателното масло или се допусне масленият филтър да се запуши, сериозно се увеличава разходът на масло и в някои случаи то изтича. Разходът на гориво се повишава, двигателят се амортизира по-бързо, неговата мощност намалява и се рискува да се повреди. 

### Промивка и изплакване на двигателя
Може да се извърши промивка на двигателя за изчистване на отлаганията по него, натрупани в процеса на работа. Тази процедура не е задължителна и за да има полза от нея, трябва да се извърши правилно. Така смяната може да стане по 4 начина – без промивка, с краткотрайни и дълготрайна промивка: 
Първи вариант – подгрява се двигателят до работна температура, излива се старото масло от двигателя (или се изпомпва, ако няма възможност да се излее от пробката), сваля се старият филтър, изчаква се 15 – 20 мин. да изтече старото маслото, напълва се с масло новият филтър, монтира се на двигателя и се налива новото масло в гърловината на двигателя, най-често с фуния.

Предимство: Най-простият, бърз и евтин начин.

Недостатък: Колкото и да се изчаква след източването на старото масло, все остава такова в двигателя и след като се налее новото, остатъците от старото веднага понижават качеството на новото. Остатъците от старото масло в зависимост от двигателя може да варират от 10 до 20 % (в картера, капака на клапаните, маслената помпа и маслените магистрали).
Втори вариант – подгрява се двигателят до работна температура, налива се в старото масло специален концентрат за краткотрайна промивка, запалва се мотора да поработи на „тихи обороти“ за 5 – 7 мин., излива се маслото, сменя се масленият филтър и се налива новото масло. 

Предимство: Изчистване на маслената система от отлагания, относително запазване на качеството на новото масло и съхраняване на двигателя. При промивката отлаганията не се утаяват, а се разтварят, като по този начин се предотвратява запушването на маслените канали. 

Недостатък: Както при първия вариант, но поради отделените отлагания остатъците от старото масло понижават повече качеството на новото.
Трети вариант – подгрява се двигателят до работна температура, излива се старото масло, налива се специално масло за краткотрайна промивка, запалва се мотора да поработи на „тихи обороти“ за 10 – 30 мин., излива се маслото, сменя се масленият филтър и се налива новото масло. ,,

Предимство: Изчистване на маслената система от отлагания, относително запазване на качеството на новото масло и съхраняване на двигателя.

Недостатък: След изливането на краткотрайното промивно масло се налива новото масло, което съответно се смесва с останалото промивно масло в двигателя (10 – 20 %) и естествено си изменя качествата, но несъществено. Освен това по технологични характеристики от производителите, краткотрайните промивни масла разтварят само нискотемпературните отложения, а високотемпературните може да се отлепят на люспи и да запушат някоя маслена магистрала. Накратко казано, краткотрайната промивка в някои случаи може да е много опасна за двигателя.
Четвърти вариант – излива се старото масло приблизително седмица преди същинската смяна, налива се специално масло за дълготрайна промивка и се кара с него от 40 – 50 км до около 200 км като в никакъв случай не трябва да се претоварва двигателя, тоест да не се шофира с максимална скорост. След това промивното масло се излива и се налива новото масло, съответно със смяна на филтъра. 

Предимство: Изчистване на маслената система от отлагания, относително запазване на качеството на новото масло и съхраняване на двигателя.

Недостатък: Същото като при третия вариант с тази разлика, че след дълговременната промивка не се наблюдават неразтворени налепи. Дълготрайната промивка разтваря всички отлагания по двигателя и няма риск да се получи неприятно запушване. Все пак остават онези неизляти 10 – 20 % с разтворените отлагания, но не от старото масло, както при втория вариант, а от промивното както при третия, което влошава по-малко качеството на новото масло.
След промиване на двигателя маслото трябва да се смени два пъти по-бързо. Тоест, ако обикновено се сменя на всеки 10 000 километра, след измиване на двигателя то трябва да бъде заменено след 5 000 км. 
Ако е изтекло времето или пробегът за смяна, но маслото е в добро състояние (капката върху хартия се разлива), то може спокойно да се използва дълговременна промивка, но с едно допълнение: след 200 км пробег се излива промивното масло и се налива половин порция от маслото, което ще се използва, запалва се двигателят, оставя се да поработи 10 – 15 мин. и се излива маслото. Това се прави с цел да се „изплакне“ двигателя от промивното масло, в което са се разтворили налепите от двигателя. След това спокойно се сменя филтърът и се налива новото масло.
Ако пък маслото вече е негодно (капката върху хартия не се разлива и остава цяла), не бива да се рискува с дълговременно промивно масло. Най-безопасният вариант в случая е краткотайната промивка и след нея е препоръчително да се направи „изплакване“, както е описано по-горе и тогава спокойно може да се смени филтърът и да се налее новото масло.
Кратковременна съчетана промивка-изплакване. Може да се направи с половин порция от маслото, което се планира да се ползва по-нататък. Излива се старото масло, сменя се филтърът, налива се половин порция от новото масло, запалва се двигателя да поработи 20 – 30 мин. на „тихи обороти“, след това се излива, сменя се използваният филтър и се налива пълна порция ново масло. Това е среден вариант, при който не се рискува запушване на някоя маслена магистрала и се промива и изплаква двигателят на цената само на още един филтър и приблизително два литра масло. 

### Промивни концентрати
Според проведени експериментални изследвания за 24 часа минимално изменение на уплътненията в двигателя оказват следните концентрирани течности за краткотрайна промивка:
- Resurs – почти не се изменя, не се разваля, съвсем леко увеличено;
- Ех-Clean – добро състояние, леко набъбнало;
- Eltrans – леко увеличение, не силно.
- Саляра – нормално състояние, почти без изменение.

При останалите изследвани концентрати се наблюдават съществени изменения на престоялото в тях парче от уплътнение: увеличени размери, набъбване, набухване, загуба на еластичност, намалена здравина, лесно скъсване. Най-голямо е изменението при керосин, уплътнението се къса.

### Промивни масла
Промивно масло се избира въз основа на характеристиките, способностите и състава на измиването. Трябва да се избират само висококачествени, доказани и сертифицирани продукти. Това ще избегне нежеланите негативни последици. Най-известните марки сред производителите на промивни масла са: 
- Liqui Moly – най-популярната и търсена марка почистваща течност. Детергентното масло често се използва за почистване на двигателя, въпреки високите разходи в сравнение с някои други видове.
- Helix – една от най-популярните и търсени марки на пазара на промивни масла въпреки сравнително високата цена. Маслото се използва активно за почистване на бензинови и дизелови двигатели без задължителната процедура за анализ. Измиването на този производител е много ефективно, поради съдържанието на детергенти. В този случай почистващата течност не действа твърде агресивно, защото след използването ѝ уплътненията остават непокътнати.
- Zic – Изплакванията от този производител ефективно разтварят отлаганията в маслената система и натрупаните замърсители. Представители на самата компания твърдят, че тяхното масло има уникални и високоефективни детергентни свойства. Въз основа на официалната информация, с правилното използване на масла за промиване Zic е възможно да се предотврати образуването на корозия и разпенване на моторни масла, пълнени след почистване. В същото време продуктите на Zic не оказват неблагоприятно влияние върху уплътненията и уплътнителните елементи на двигателя. Това допринася за увеличаване на ресурса на компонентите на двигателя и скоростната кутия. Маслата за промиване не оказват влияние върху физикохимичните свойства на двигателните течности след приключване на процедурата. Те не променят характеристиките на моторното масло след използване им.
- Spectrol. Това е добър избор за тези, които не искат да разглобяват двигателя, за да го изплакнат от утайки и замърсявания. Предназначено е за бензинови и дизелови двигатели. Според производителя, съставът на промивното масло е в състояние бързо и ефективно да почиства системата на двигателя, която е работила дълго време с износено двигателно масло. Същевременно, след прилагане в двигателния блок остава минимален брой компоненти за миене.
- Роснефть. Произвежда собствена линия на промивни масла на минерална основа, към която се прибавят добавки за промиване. Предлага продукти за бързо и качествено почистване на двигателната система за бензинови и дизелови двигатели. Самият производител отбелязва, че техните измиващи масла за кратък период от време премахват всички въглеродни отлагания, натрупани по време на експлоатацията на автомобила системи. Могат да се използват за профилактика, както и след дълга пауза между смените на моторното масло. Но не бива да се използват прекалено концентрирани перилни масла.
- TНK. Предназначено е за отстраняване на отлагания и примеси, образувани в резултат на активна и продължителна експлоатация на автомобила. Производителят препоръчва да се напълни с вода смазочната система преди да се смените моторното масло, за да се отстранят от системата всички остатъци от замърсявания. В състава на промивните масла TНK се използва и минерална основа с прибавяне на специални добавки и препарати. Това позволява на течността да осигури отлични почистващи свойства. TНK се фокусира върху факта, че техните детергентни масла съдържат добавки, които противодействат на образуването на пяна. Това позволява да се отърве двигателят от мръсотия и отлагания с висока ефективност при различни условия на работа.
- Лукойл. Много шофьори твърдят, че тези промивни масла не са с по-ниско качество от чуждестранните аналози, а те се предлагат и на по-атрактивна цена. Техните флуиди са в състояние бързо и ефективно да разтварят замърсителите, да ги отстраняват от системата и да предотвратяват износването на компонентите на двигателя, както и на вътрешните му повърхности. Детергентните масла от Лукойл се характеризират с наличието на балансирана добавка. Те не се отличават с повишена агресивност, което прави възможно да се говори за по-пестелив ефект върху системите и повърхностите, които се измиват. Всички течности за промивка са подложени на стриктни тестове и са получили сертификати за съответствие с изискванията за качество. Така те могат безопасно да се използват, за да се предотврати преждевременното износване на двигателя. В същото време собствениците на автомобили казват, че е по-добре да използват миенето от Лукойл за почистване на двигателите на домашните автомобили и употребяваните автомобили. За съвременните нови автомобили на чуждестранно производство те не са съвсем подходящи.
- Камаойл, „МПА-2“. Предотвратява окислението причинено от останките на старото масло. Ефективно премахва нагарите и високотемпературните лакови образувания. Може да се използва до 3 пъти, след като се прецежда, например с тензух. Силно препоръчително при преход между видове масла – например от синтетично към полусинтетично. [27]
- Газпромнефть, „МП Синтетик“. За бензинови и дизелови двигатели, които използват полусинтетични или синтетични моторни масла. За промиване са достатъчни 15 – 30 минути работа на празен ход със стария филтър при загрят двигател. Защитава двигателя от износване по време на промивката. Характеристики: [28]
- Кинематичен вискозитет: 8,0 при 100 °С, мм²/с
- Пламна температура в отворен тигел: 232 °С
- Температура на течливост: – 27 °С
- Плътност при 20 °С: 0,884 г/см³
- Масова част на активните елементи: калций – 0,16 %, цинк – 0,07 %.

Съдейки по преценките на шофьорите, сред всички представени промиващи масла, Liqui Moly и Helix се считат за най-ефективни и качествени. Zic практически не е по-лошо от тях. 

### Добавки към моторното масло
Моторното масло може да се смесва с други течности, за да се отстранят някои проблеми, които могат да възникнат при нормална употреба или при неправилна употреба, които могат да засилят тези проблеми, като лакове, утайки и отлагания.
Почистването на веригата за смазване на двигателя след като е сменено маслото може да стане чрез промиване на двигателя с добавки, които да се прибавят към двигателното масло и така разтварят лакове, утайки и отлагания, възстановявайки работата на двигателя. Тези добавки имат променлив състав, който обикновено се основава на керосин.
Други добавки запушват малките течове на масло от двигателя, които могат да възникнат при микродеформациите на блока на двигателя.
Съществуват и добавки, които променят вискозитета на маслото, за да намалят или спрат шума от хидравличния кран.